# Buckelbrücke
Die Buckelbrücke ist eine 79 Meter lange und 3,5 Meter breite Fußgänger- und Radfahrerbrücke im Innenhafen Duisburg und die einzige buckelfähige Stahlbrücke der Welt.
Diese Form der Hängebrücke wurde vom Stuttgarter Professor Jörg Schlaich konstruiert und von der Duisburger Stahlfirma Raulf 1999 gebaut. Der Hebemechanismus ermöglicht, dass Schiffe im darunter liegenden Hafenbecken die Brücke unterqueren können.

## Lage
Sie verbindet den Garten der Erinnerung (Altstadtpark) am Yitzhak-Rabin-Platz mit der nördlichen Hafenpromenade, der Marina Duisburg und der Schifferstraße.

## Technik
Mit 14 einzelnen, beweglichen und schuppenartig miteinander verbundenen Betonelementen spannt sich der 150 Tonnen schwere Brückensteg über das Hafenbecken. Gehalten wird die Konstruktion durch Stahlseile, die an vier 20 Meter hohen Pylonen befestigt sind. Am Ende der Stahlseile befinden sich Zugvorrichtungen, sodass die Pylone landeinwärts gezogen werden können. Die Brücke hebt sich dadurch um bis zu acht Meter, die beweglichen Einzelelemente der Gelenkkette wandern um mehr als drei Meter auseinander, der Bogen spannt sich in einem Winkel von 45 Grad nach oben – die Brücke macht einen Katzenbuckel.
Die hydraulische Zugvorrichtung wird von der Schwanentorbrücke aus bedient. Die Brücke ist während des jeweils sechs Minuten dauernden Spann- und Entspannvorganges theoretisch noch begehbar, aber aus Sicherheitsgründen für den Fußgängerverkehr gesperrt.
Im Normalzustand wölbt sich der Buckel nur 1,10 Meter über Straßenniveau, er kann im gespannten Zustand aber bis zu 10,60 Meter über den Normalwasserstand angehoben werden.

## Galerie

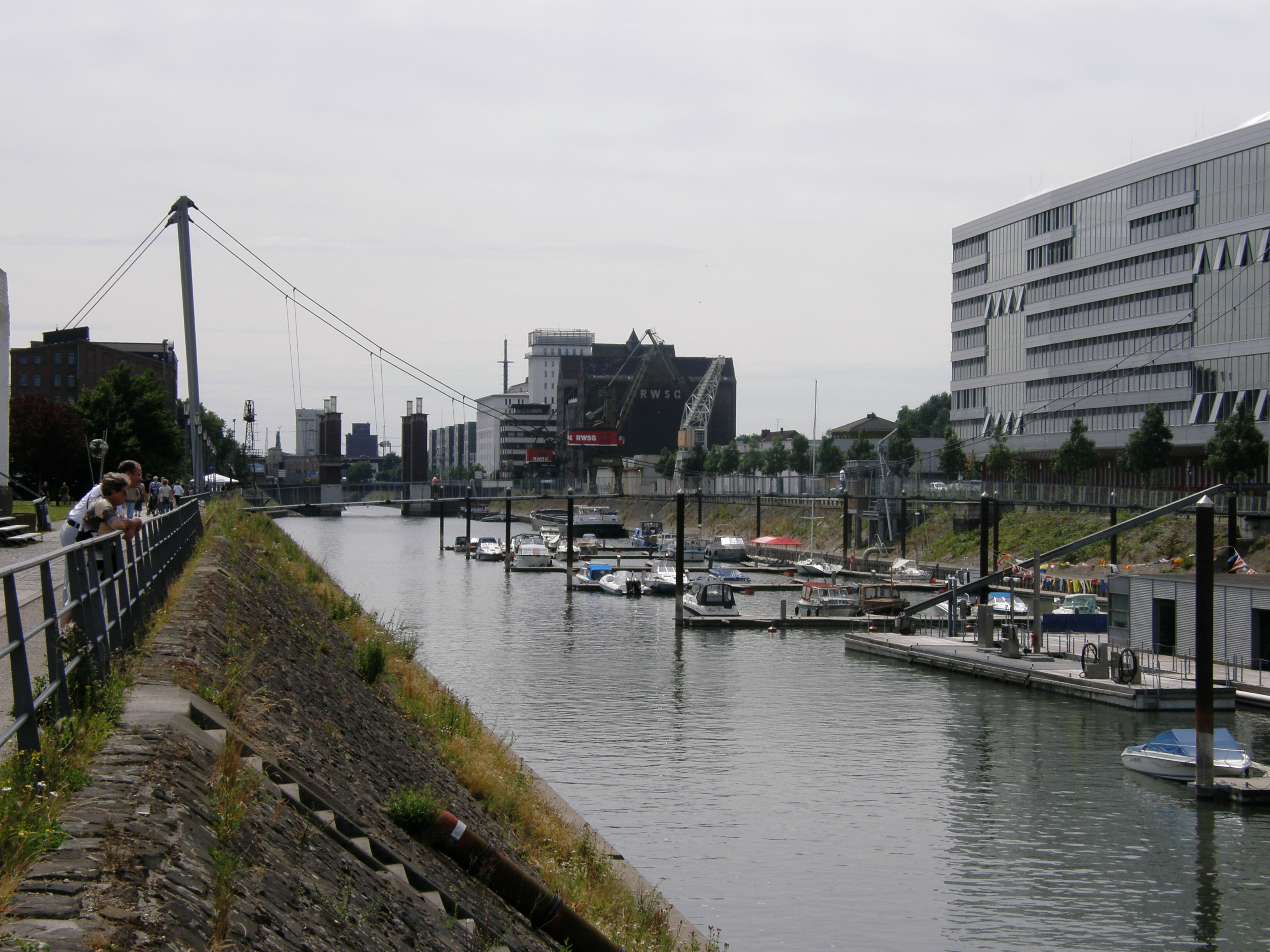
Brücke im Normalzustand, im Hintergrund die Schwanentorbrücke
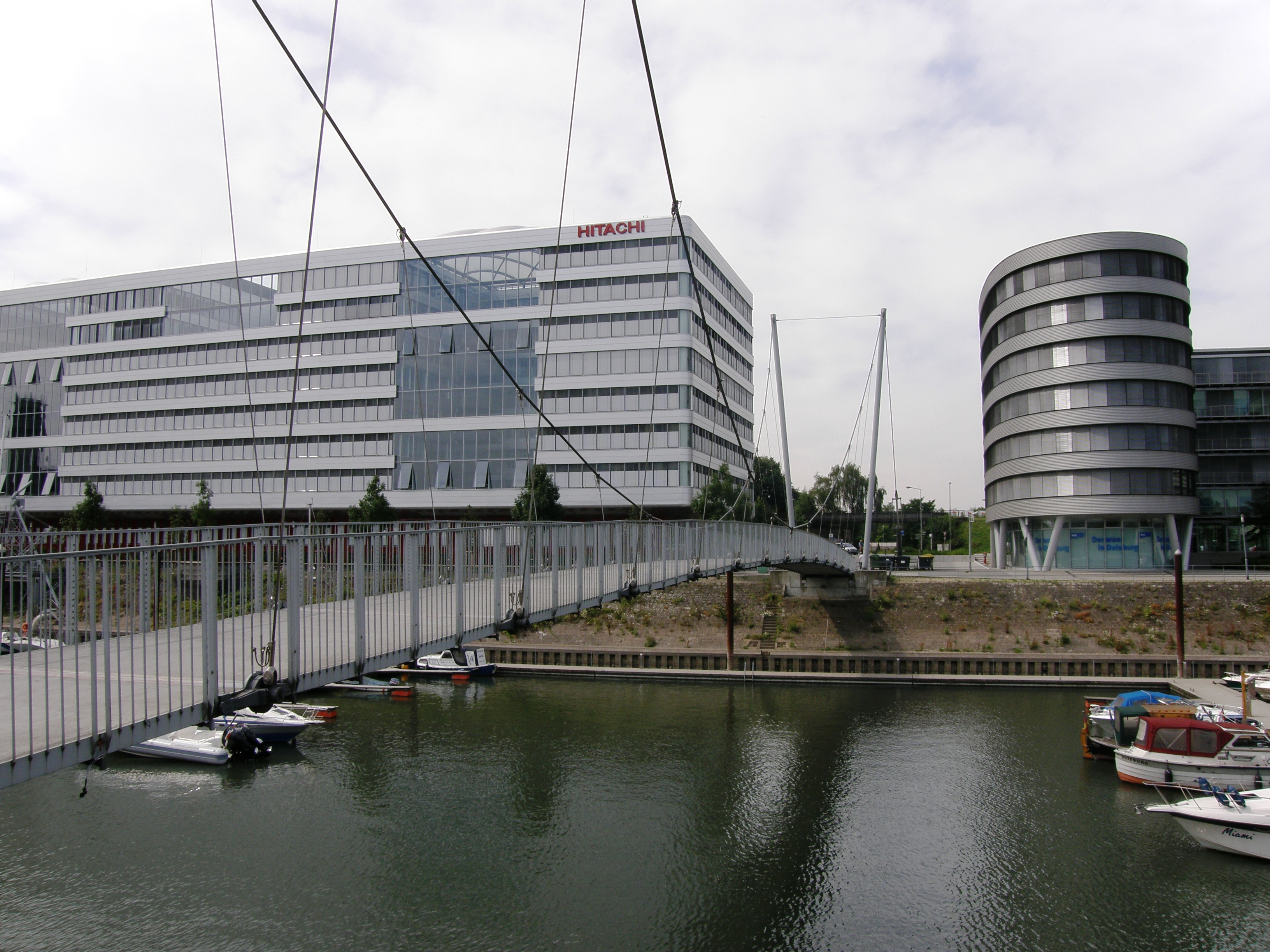
Blick zur Schifferstraße, unten Boote aus der Marina Duisburg
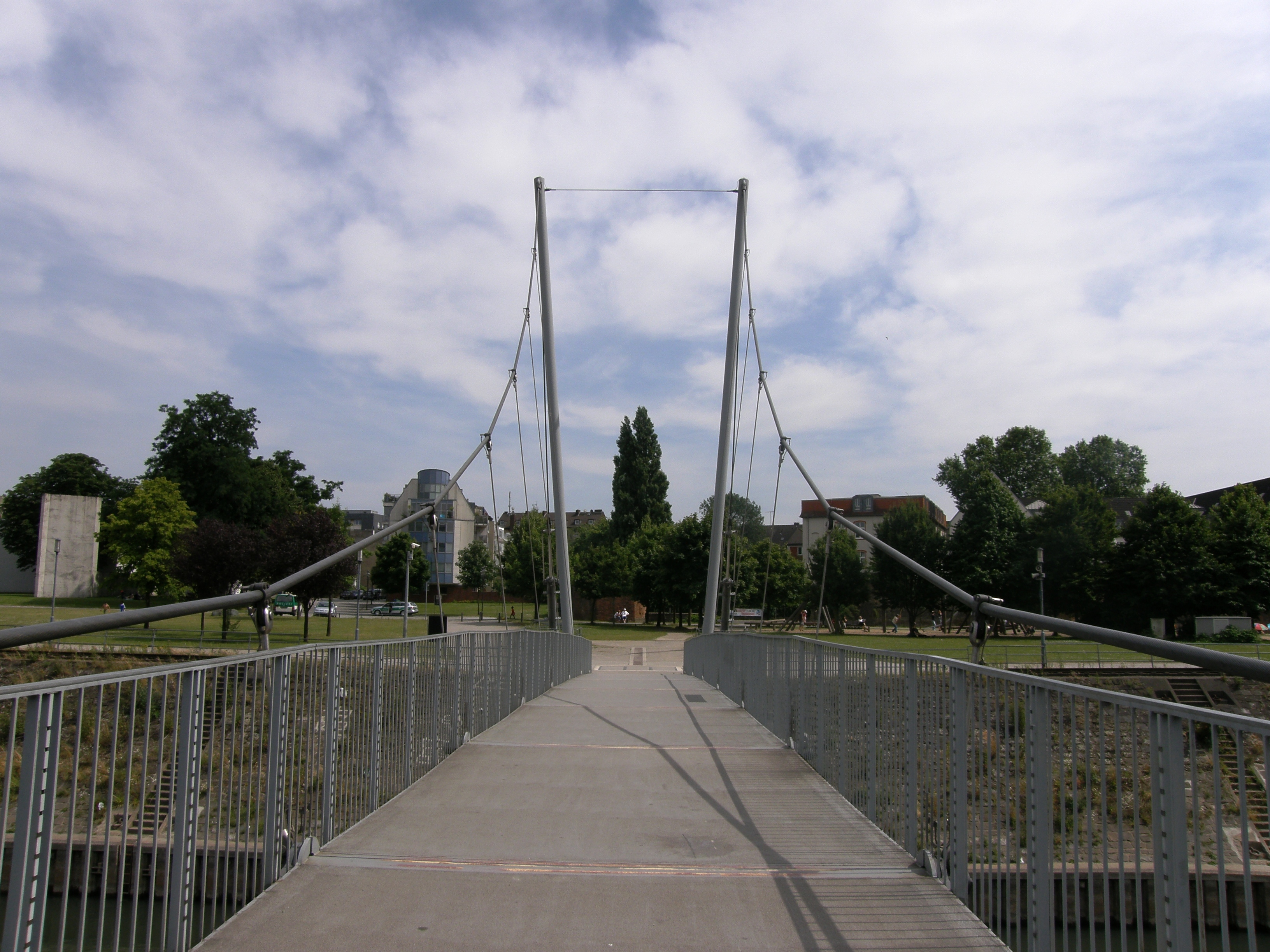
Blick zurück zum Yitzhak-Rabin-Platz, links ein Turm des Gartens der Erinnerung
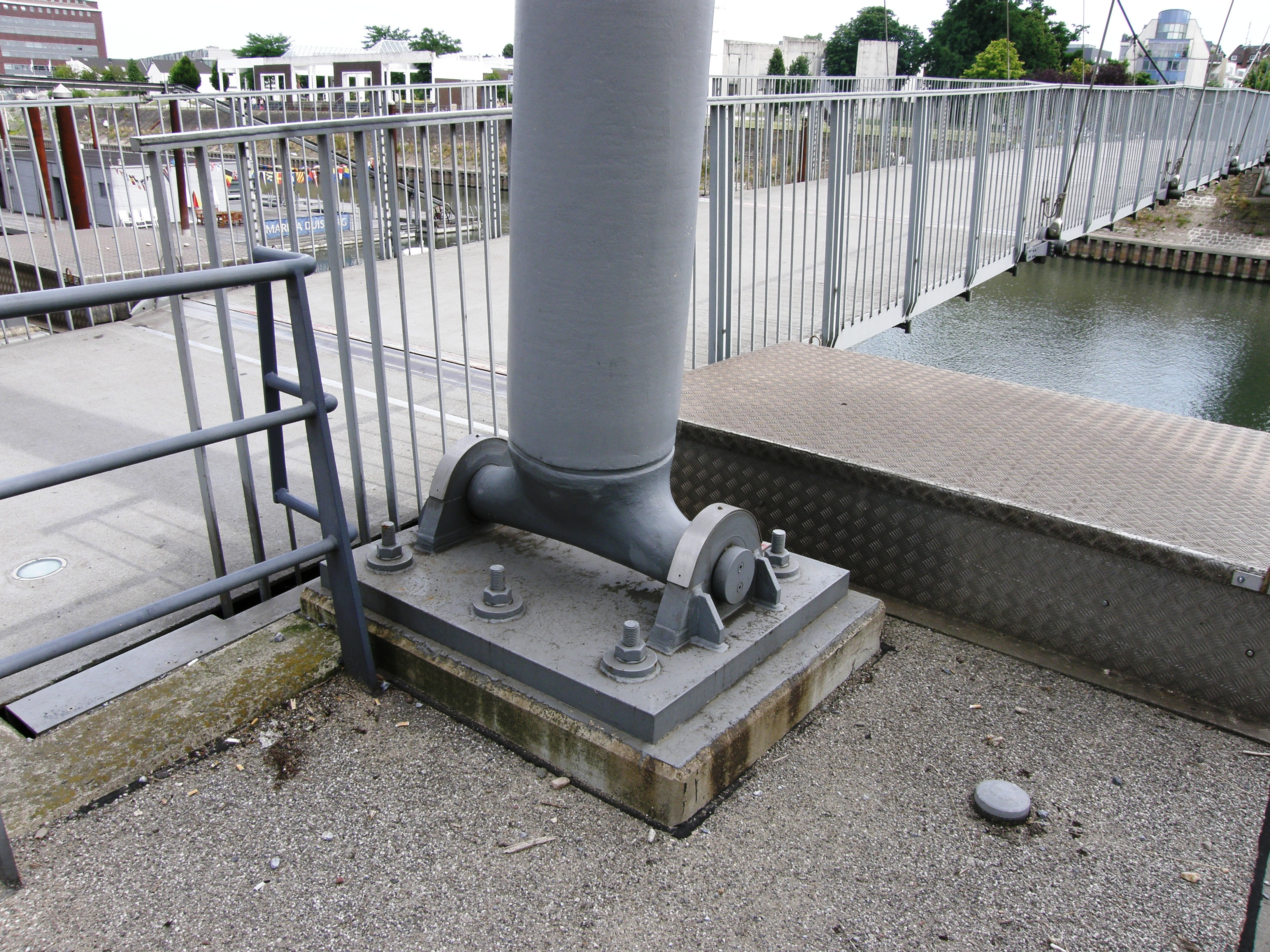
Bewegliche Befestigung der Pylone